# Oriente (antiga província)

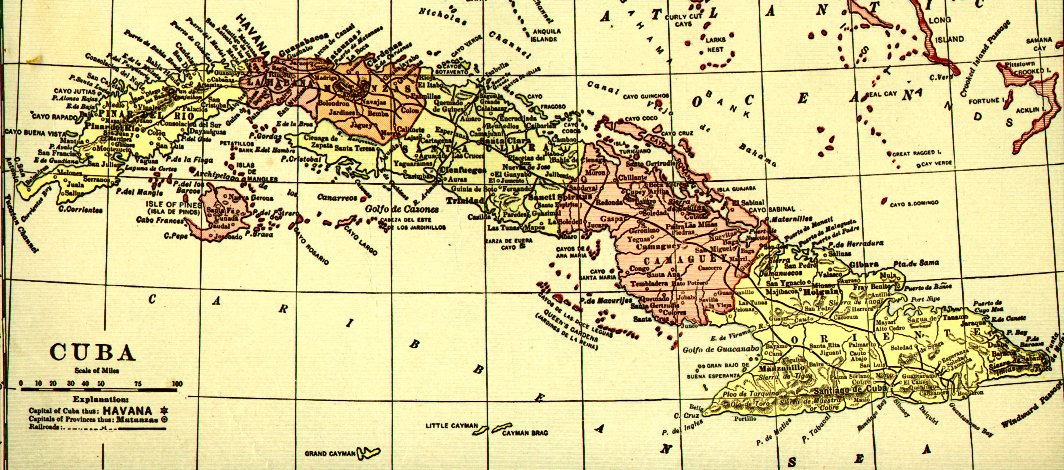
Antigas províncias de Cuba

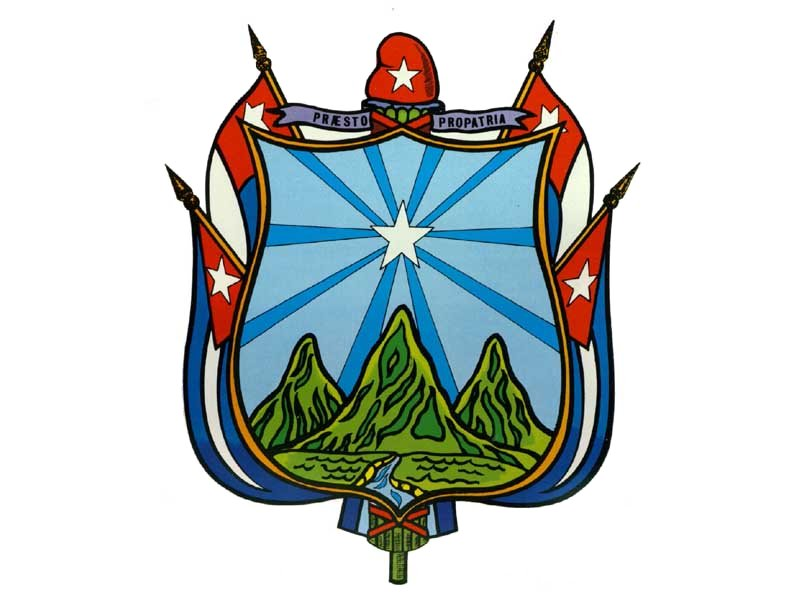
O selo da província de Oriente.

Oriente foi até 1976 uma das seis províncias de Cuba. Era conhecida como "província de Santiago de Cuba" até 1905. O nome é ainda usado para se referir a parte leste do país.
A antiga província de Oriente é hoje representada por cinco províncias:
- Granma
- Holguín
- Santiago de Cuba
- Guantánamo
- a maior parte da província de Las Tunas